# Вільям Генрі Вебб (суднобудівник)
Вільям Генрі Вебб (англ. William Henry Webb) (19 червня 1816 – 30 жовтня 1899) — суднобудівник в Нью-Йорку і філантроп XIX століття, якого звали першим американським справжнім військово-морським архітектором. Співвласник деяких побудованих їм вітрильників.
Вільям Генрі Вебб успадкував верф свого батька Webb & Allen, яка була перейменована у 1840 році в William H. Webb верф і перетворив її в найбільш плодовиту верф Америці побудувавши 133 суден між 1840 і 1865 роками. Вільям Генрі Вебб був дизайнером одних з найшвидших і найбільш успішних пакет-вітрильників («вітрильних пакетів» чи просто «пакетів») і кліперів коли-небудь побудованих. Він також побудував деякі з найбільших і найзнаменитіших парових ботів і пароплавів своєї епохи, в тому числі гігантський броненосець USS «Dunderberg» з найдовшим дерев'яним корпусом в світі в ті часи.
Після Громадянської війни в Америці індустрія суднобудування в Сполучених Штатах переживали тривалий спад і Вільям Генрі Вебб, який вже зробив значний стан, вирішив закрити свою верф і перенаправити свою енергію на благодійні цілі. Він очолив антикорупційну раду, став одним із засновників Суспільства (Товариства) морських архітекторів та інженерів морського флоту (англ. Society of Naval Architects and Marine Engineers) і зорганізував «Академію Вебба і Дім Суднобудівників» (англ. "Webb Academy and Home for Shipbuilders") (сьогодні звістна як Інститут Вебба (англ. Webb Institute)).

## Раннє життя
Вільям Генрі Вебб народився в Нью-Йорку 19 червня 1816 року. Його батько Ісаак Вебб навчався на верфі нью-йоркського суднобудівника Генрі Екфорда (англ. Henry Eckford) до відкриття десь у 1818 році своєї верфі «Isaac Webb & Co.» біля Corlears Hook. Пізніше верф «Isaac Webb & Co.» була переміщена до вулиці Стентона (англ. Stanton Street). За певних обставин Ісаак Вебб взяв партнера і фірма була перейменована в «Webb & Allen».
Вильям навчався в приватному порядку і в Колумбійському коледжі-гімназії (англ. Columbia College Grammar School), демонструючи природні здібності до математики. Він побудував своє перше судно, маленький скіф, у віці дванадцяти років, і, незважаючи на побажання батька, зробив навпаки закріпившись учнем на верфі свого батька у віці п'ятнадцяти років. У двадцять років він ухвалив субконтракт на пакетботі «Oxford» на лінії Нью-Йорк — Ліверпуль, що став його першим комерційним контрактом.
Після завершення свого шестирічного навчання Вільям вирішив у 1840 році продовжити свою освіту, подорожуючи в Шотландію, щоб відвідати знамениті верфі на річці Клайд. Однак, під час цієї поїздки його батько Ісаак Вебб раптово помер у віці 46 років, і 23-річний Вільям повернувся додому взявши на себе управління на верфі.
Вивчивши рахунки Вільям виявив, що справи батька були технічно неплатоспроможні, і, отже, одним з його перших обов'язків було погашення боргів батька. Зробивши це він приступив до активізації бізнесу.

## Верф «William H. Webb»
У наступні роки, Вебб іноді мав попит за те, що він приписував свою репутацію й успіх, до якого він, як правило, відповідав — «увага до деталей». Вильям Генрі Вебб «народився математиком» в епоху, коли суднобудування вважалося такою ж мірою мистецтво як наука, приніс нові рівні професіоналізму до корабельного ремесла через своє об'єднання мистецтва дизайну з дисципліною обережних математичних розрахунків. З цієї причини, Вільям позначений як перший справжній морський архітектор Америки.
Однак, Вільям був задоволений почати з малого. За перші пару років біля керма верфі «Webb & Allen», яка в даний час знаходиться між П'ятої та Сьомою вулицями (англ. Fifth and Seventh Streets) на Іст-Рівер (англ. East River), будувала різноманітні, в основному невеликі парусні судна, в тому числі пороми, шлюпи і шхуни. У 1843 році Вільям Генрі Вебб викупив долю бізнесу в Джона Аллена, давнього партнера свого батька, і згодом перейменував суднобудівельну верф на «William H. Webb». З 1843 року тільки ця верф будувала вітрильні пакет-судна для компанії «Black Ball Line», яку до 1935 року очолював Джеремія Томпсон.
У 1851 році на верфі «William H. Webb» для компанії «Black Ball Line» був побудований вітрильник «Isaac Webb» брутто регістровим тоннажем 1359/1497. Вітрильник був названий іменем Ісаака Вебба — батька Вильяма Генрі Вебба. У зв'язку з розпуском «Black Ball Line» судно перейшло до компанії «Charles H. Marshall & Co.». «Isaac Webb» затонув 25 жовтня 1880 року.

## Останні роки
Хоча суднобудування в кар'єрі Вебба підійшло до кінця, йому було ще тільки 53 років і накопичив велике багатство. Тепер він почав спробувати себе як фінансист, допомагаючи в організації успішних південно-американських гуано компаній, і менш успішно намагався отримати прибуток від судноплавної лінії до Нікарагуа — «Central American Transit Company». Він також зробив значні інвестиції в нерухомість, одним з результатів якої стало будівництво готелю «Bristol» у 42-й вулиці (на Манхетені) і П'ятої Авеню.
Однак все частіше він повертався до благодійності. Він виявляв інтерес до суспільних справ в своєму рідному місті Нью-Йорк, але уникає ролі політика, відкинувши пропозицію мерії не менш ніж три рази. Замість цього, він прийняв роль голови Ради міста Нью-Йорк з політичної реформи — організації, створеної для боротьби з політичною корупцією. Один з його найбільш важливих досягнень у цій галузі стосувалася його опозиції до Комісії Акведука (англ. Aqueduct Commission), по якому він допоміг забезпечити безпечну і надійну систему водопостачання для жителів Нью-Йорка, яка все ще перебуває в експлуатації в даний час.

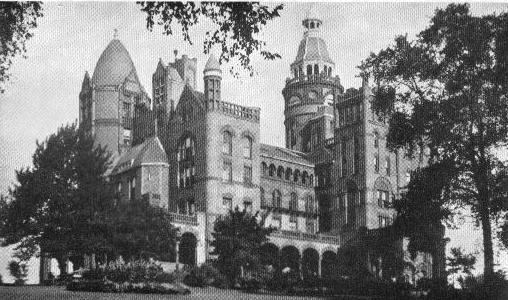
Перша (початкова) «Webb Academy and Home for Shipbuilders»

У 1894 році він побудував «Webb Academy and Home for Shipbuilders», і за умови, фонд його роботи оцінюється в два мільйони доларів США. Основна мета Академії була зазначена в словах її статуту — «забезпечення безоплатної освіти в мистецтві, науці та професії суднобудування». Навчання для студентів, які були ретельно відібрані на основі здатності і відсутність коштів, було безкоштовним. Ця система також надала безкоштовне житло для старих суднобудівників, в тому числі для ряду своїх колишніх співробітників Вебба. До 1899 року Академією було надано коштів для 400 студентів та пенсіонерів. Сьогодні Академія відома як Інститут Вебба.
Вебб був також одним із засновників «Society of Naval Architects and Marine Engineers» і був першим, хто підписався своїм ім'ям на його статуті. Організація сьогодні має філії по всьому світу. Крім того, Вебб був членом Нью-Йоркської торгової палати англ. New York Chamber of Commerce), Союза ліги (англ. Union League), Республіканського Клубу (англ. Republican Club), Національної академії дизайну (англ. National Academy of Design), Музею Метрополітен з мистецтв (англ. Metropolitan Museum of Art), Американського музею природної історії (англ. American Museum of Natural History), Американського географічного товариства (англ. American Geographical Society) і Суспільства (Товариства) Нової Англії Нью-Йорка (англ. New England Society of New York).
Вільям Генрі Вебб раптово помер у своєму будинку № 415 на П'ятій Авеню Нью-Йорка 30 жовтня 1899 року. Він пережив сина Вільяма Е. Вебба (англ. William E. Webb). Інший син, Маршалл, помер минулого року. Вільян Генрі Вебб похований в цвинтарі Вудлон в Бронксі, Нью-Йорк.